# Berner Tanztage
Les Berner Tanztage (en français Journées bernoises de la danse) sont un festival international de danse créé en 1987 et qui a lieu à Berne en Suisse.
Le Prix suisse de danse et de chorégraphie ainsi que le Prix de la critique "Tanz der Dinge" sont délivrés lors du gala de clôture du festival.